# SG Enger-Spenge
SG Enger-Spenge – niemiecki klub szachowy z siedzibą w Enger.

## Historia
Klub powstał w 1947 roku. W połowie lat 70. przewodniczący klubu Rolf Mießner postawił sobie za cel uczynienie SG Enger-Spenge czołowym klubem wschodniej Westfalii, stąd rozpoczęto nabór czołowych zawodników regionu. W 1982 roku klub awansował do 1. Bundesligi. W sezonie 1982/1983 zespół zajął szóste miejsce w lidze. W kolejnym sezonie klub uzyskał trzecie miejsce w mistrzostwach kraju, ulegając jedynie SG Porz i Solinger SG 1868. W kadrze drużyny znajdowali się wówczas m.in. Jan Smejkal, Lew Gutman i Nigel Short. Po zakończeniu sezonu ograniczono wsparcie finansowe dla drużyny. W 1985 roku zespół spadł z ligi. Do najwyższej niemieckiej klasy rozgrywkowej zespół powrócił jeszcze na sezon 1986/1987, ale wówczas także spadł. Po upadku bloku wschodniego w klubie grali m.in. Jānis Klovāns i Aivars Gipslis.